# Argenton-Notre-Dame
Argenton-Notre-Dame è un comune francese di 214 abitanti situato nel dipartimento della Mayenne nella regione dei Paesi della Loira.

## Società

### Evoluzione demografica
Abitanti censiti